# Caudiès-de-Fenouillèdes
Caudiès-de-Fenouillèdes en francés y oficialmente, Caudièrs de Fenolhet en occitano, es una localidad y comuna francesa, situada en el departamento de Pirineos Orientales, región de Languedoc-Rosellón e histórica de Fenolleda, en una zona tradicionalmente vinícola.
Sus habitantes reciben el gentilicio de Caudiésiens(es) en francés.

## Geografía

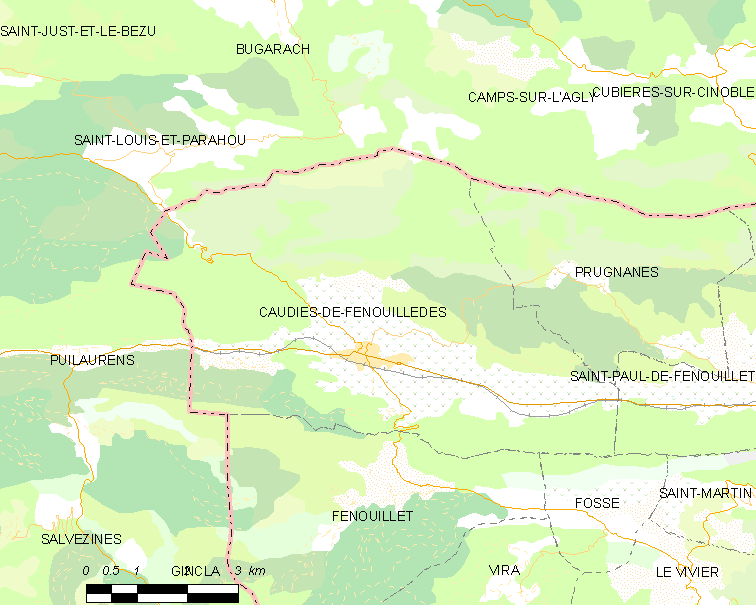
Situación de Caudiès-de-Fenouillèdes

## Demografía
| 763 | 792 | 677 | 618 | 580 | 598 | 573 | 620 |
| Para los censos de 1962 a 1999 la población legal corresponde a la población sin duplicidades (Fuente: INSEE [Consultar]) |     |     |     |     |     |     |     |

## Lugares de interés
- Los karst formados por la acción erosiva del río Boulzane
- Castel Fizel, ruinas del castillo condal de Fenouillet.